# Senioraat
Het senioraat  is een overervingssysteem waarbij het erfrecht overgaat van de vader op alle zonen. Het land wordt hierbij echter niet onder alle zonen opgedeeld, maar de zonen krijgen het erfgoed in leen. De oudste zoon krijgt meestal het grootste deel. Hierdoor overheerst deze ook meestal het land. Op het moment dat iemand in de erflijn met een vorstentitel overlijdt, verschuift de lijn en krijgt ieder weer een nieuwe titel en erfdeel. Erftitels verschuiven daarmee. Voordeel van dit systeem is dat de erfgerechtigde nooit minderjarig is, wat in het primogenituur nog weleens voorkwam. Nadeel is echter dat tussen de erfkandidaten (dat wil zeggen tussen broers, ooms en neven) veel onderling gestreden werd, wat vaak versplintering van het rijk tot gevolg had. Het was door de onderlinge twisten vaak erg kwetsbaar voor buitenlandse inmenging. Bovendien, doordat ze elk moment een ander gebied konden erven (en dus vorst van een ander gebied werden), was er weinig stimulans voor stabilisatie en versterking van het gebied dat ze in handen hadden. 
Het systeem heeft zeer lang in Rusland gefunctioneerd. Het werd daar ingevoerd in het Kievse Rijk onder de vorst Jaroslav de Wijze (1019-1054). Een hedendaags voorbeeld is het senoriaat binnen het Huis van Saoed, dat over Saoedi-Arabië regeert.